# 솔직하게 말할 수 없어서
〈솔직하게 말할 수 없어서〉(일본어: 素直に言えなくて 스나오니이에나쿠테[*])는 일본의 밴드 ZARD의 45번째 싱글 앨범이자, 현재까지 발매된 것 중에선 마지막 싱글로, 2009년 5월 27일 발매되었다. (12cm CD: JBCJ-6013, JBCJ-6014) 이 곡은 1991년 발매된 두 번째 싱글 〈이상하네...〉의 B사이드 곡으로, 사카이 이즈미가 작곡해 발표한 최초의 노래이기도 하다. 이 노래는 사카이의 3주기에 맞춰서 기일에 발매되었는데, 이는 생전에 그녀가 이 곡을 다시금 편곡해서 내고 싶다는 이야기를 한 것에서 영향을 받은 것으로 보인다. 이 싱글에 수록된 곡은 오카모토 히토시가 편곡을 맡았고, 코러스엔 쿠라키 마이가 참여했다. ZARD가 발표한 싱글 중에서 사카이 이즈미가 작곡한 것이 A사이드 곡으로 사용된 것은 이 싱글이 처음이며, 또한 ZARD의 싱글 중에서, 각 싱글에 수록된 어떠한 곡도 광고나 작품 따위에 삽입곡으로 사용되지 않은 것도 이번이 처음이다.
B사이드 곡은 28번째 싱글 〈MIND GAMES〉에 수록된 〈Hypnosis〉이며, 이 싱글에 들어간 버전은 오카모토의 단독 편곡이다.
싱글은 오리콘 주간 싱글차트에서 5위에 올랐고, 8주간 차트에 머물렀다.

## 수록곡
- 초회한정판(JBCJ-6013)에만 DVD가 동봉되어 있다.

### CD
| #            | 제목                                                                      | 작사          | 작곡            | 편곡            | 재생 시간 |
| ------------ | ------------------------------------------------------------------------- | ------------- | --------------- | --------------- | --------- |
| 1.           | 〈〈솔직하게 말할 수 없어서 ~featuring Mai Kuraki~〉〉 (素直に言えなくて) | 사카이 이즈미 | 사카이 이즈미   | 오카모토 히토시 | 4:18      |
| 2.           | 〈〈Hypnosis〉〉                                                          | 사카이 이즈미 | 오카모토 히토시 | 오카모토 히토시 | 4:25      |
| 3.           | 〈〈솔직하게 말할 수 없어서〉〉 (Instrumental)                            |               |                 |                 | 4:20      |
| 4.           | 〈〈Hypnosis〉〉 (Instrumental)                                           |               |                 |                 | 4:21      |
| 총 재생 시간 | 총 재생 시간                                                              | 총 재생 시간  | 총 재생 시간    | 총 재생 시간    | 17:24     |

### DVD
| #  | 제목                                                                                            | 재생 시간 |
| -- | ----------------------------------------------------------------------------------------------- | --------- |
| 1. | 〈〈그 미소를 잊지 말아줘요〉〉 (추모 라이브, 2008년 5월 27일. 국립요요기경기장 제1 체육관에서) | 0:00      |

## 발매 일정
| 버전                                     | 일정            | 레이블         | 포맷                      |
| ---------------------------------------- | --------------- | -------------- | ------------------------- |
| 〈솔직하게 말할 수 없어서〉 (초회한정판) | 2009년 5월 27일 | B-Gram RECORDS | 12cm CD + DVD (JBCJ-6013) |
| 〈솔직하게 말할 수 없어서〉 (통상판)     | 2009년 5월 27일 | B-Gram RECORDS | 12 cm CD (JBCJ-6014)      |